# 왕융 (정치인)
왕융(王勇, 1955년 ~ )은 중화인민공화국의 정치가이다. 2013년 5월 1일 현재 국무위원이다.

## 생애
랴오닝성 가이저우 시 출신이다. 하얼빈공대 공학 석사. 1974년 8월 중국공산당에 입당했다. 항공우주 개발사업 분야에서 일하다가 국유자산 감독 관리 위원회 주임을 거쳐 현재 국무위원이다.